# Ivybridge

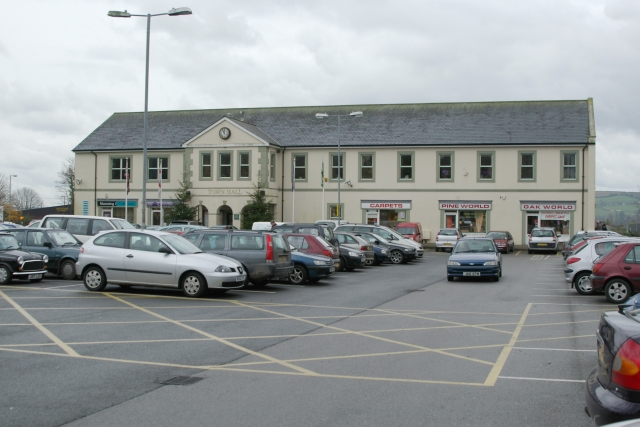
Rathaus von Ivybridge

Ivybridge (ausgesprochen /ˈaɪvibrɪdʒ/) ist eine kleine Stadt und Civil Parish in South Hams, Devon, England, etwa 14 km östlich von Plymouth. Die Stadt liegt im äußersten Süden von Dartmoor, einem Nationalpark in England, und zugleich am Devon Expressway, der A38. Ivybridge ist eine Trabantenstadt von Plymouth und hat über 12.000 Einwohner.
Seit 1975 besteht eine Gemeindepartnerschaft mit Beverungen in Nordrhein-Westfalen.